# Carl Francke (militär)
Carl Anders Francke, född den 1 februari 1835 i Kristianstad, död den 27 november 1905 i Landskrona, var en svensk militär.
Francke skrevs in som student vid Lunds universitet 1852. Han blev underlöjtnant vid Wendes artilleriregemente 1854, löjtnant där 1860, kapten där 1868, major i armén 1881 och vid regementet 1883. Francke blev artilleribefälhavare och tillförordnad tygmästare på Gotland 1885, befordrades till överstelöjtnant i armén 1886 och blev artilleribefälhavare i Landskrona 1888. Francke blev överste och chef för Wendes artilleriregemente 1891 och beviljades avsked ur krigstjänsten 1895. Han invaldes som ledamot av Krigsvetenskapsakademiens andra klass 1894. Francke blev riddare av Svärdsorden 1876 och kommendör av andra klassen av samma orden 1893.